# Bythinella ginolensis
Bythinella ginolensis is een slakkensoort uit de familie van de Hydrobiidae. De wetenschappelijke naam van de soort is voor het eerst geldig gepubliceerd in 1881 door Fagot.